# Пол Клемент
Пол Клемент (англ. Paul Clement, нар. 8 січня 1972, Редінг) — англійський футбольний тренер.

## Ігрова кар'єра
рав у футбол на регіональному рівні за клуби «Банстед Атлетік» та «Корінтіан Кежуалс», але швидко припинив виступи і зосередився на тренерській роботі у віці 23 років.

## Тренерська робота
1996 року увійшов до штабу «Челсі», де працював з юнаками. 1999 року Климент отримав тренерську ліцензію УЄФА 'A' і став футбольним тренером в академії «Фулгема». Климент також паралельно був асистентом тренера молодіжної збірної Ірландії Дона Гівенса.
Клемент повернувся в «Челсі» в 2007 році, де спочатку працював з  командою до 16 років, а згодом почав працювати з першою командою «Челсі» на посаді асистента, коли Гус Гіддінк був призначений головним тренером команди в лютому 2009 року. Клемент був збережений як асистент після відставки голландця і став помічником нового менеджера Карло Анчелотті протягом його двох сезонів в «Челсі» і виграв Прем'єр-лігу в своєму першому сезоні.
14 жовтня 2011 року він був призначений помічником головного тренера Стіва Кіна в «Блекберн Роверз», але 6 січня 2012 року він подав у відставку з посади, щоб повернутись до роботи асистентом з Анчелотті, що працював з французьким «Парі Сен-Жерменом» і виграв Лігу 1 у сезоні 2012/13.
В червні 2013 року разом з Карло Анчелотті перейшов на роботу в іспанський «Реал Мадрид». Він допоміг клубу виграти Кубок Іспанії і десятий титул Ліги чемпіонів в кінці свого першого сезону з клубом, але після того, як команда не виграла жодного трофея в своєму другому сезоні, Анчелотті був звільнений 25 травня 2015 року, а Клемент покинув королівський клуб через чотири дні .
Незабаром після цього, 1 червня, він був призначений головним тренером клубу «Дербі Каунті» з Чемпіоншипу, який звільнив Стіва Макларена після закінчення попереднього сезону на восьмому місці. Незважаючи на лише одну поразку в 19 іграх з вересня по грудень, Клемент був відправлений у відставку 8 лютого 2016 року після того, як здобув лише одну перемога в семи матчах. Його останній матч був зіграний внічию 1:1 з «Фулгемом». «Барани» були на п'ятому місці в чемпіонаті на момент звільнення Пола із результатом 14 перемог, 12 нічиїх, і сім поразок.
21 червня 2016 року Клемент повернувся до роботи з Анчелотті, який щойно очолив «Баварію». Він допоміг «Баварії» виграти Суперкубок Німеччини, обігравши дортмундську «Боруссію» 2:0 і загалом до грудня 2016 року, поки Климент співпрацював з Анчелотті, мюнхенський клуб програв лише один матч в Бундеслізі.
3 січня 2017 року Клемент очолив тренерський штаб команди «Свонсі Сіті», що перебувала в зоні вильоту Прем'єр-ліги.

## Особисте життя
Народився в родині футболіста збірної Англії та «Квінз Парк Рейнджерс» Дейва Клемента, який покінчив життя самогубством, коли Полу було лише 10 років. Також у Дейва залишився ще один трирічний син, Ніл, молодший брат Пола, який також став професійним футболістом і більшу частину своєї кар'єри грав за «Вест-Бромвіч Альбіон». 